# A Zalaegerszegi TE FC 2012–2013-as szezonja
A Zalaegerszegi TE FC a 2012–2013-as szezonban az NB II Nyugati csoportjában indul, miután a 2011–2012-es OTP Bank Ligát a 16. helyen zárta és kiesett.
A szakmai stábban is történtek változások. Prukner László távozásával Preisinger Sándor lett a vezetőedző, aki ezt megelőzően a tartalékcsapat vezetőedzőjeként ténykedett. Mészáros Ferenc mint szakmai igazgató került a klubhoz, míg a PMFC csapatától érkező Schneider Gábor másodedzőként segíti Preisinger Sándor munkáját.
2013. március 25-étől az edzéseket Simon Antal irányítja.

## Változások a csapat keretében
| Érkezők - Hajdú Norbert (Budapest Honvéd) - Nánási Balázs (Nyíregyháza Spartacus FC) - Denis Grbić (csapat nélkül) - Budovinszky Krisztián (Diósgyőri VTK) - Horváth László (Budaörsi SC) - Simonfalvi Gábor (PMFC) - Pavol Penksa (Anagennisi Derynia) - Ante Milas (NK Lucko Zagreb) - Bernardo Frizoni (Diósgyőri VTK) - Tóth Péter (REAC) - Gaál Bálint (FC Ajka, kölcsönből vissza) - Barna Zsolt (Szigetszentmiklósi TK, kölcsönből vissza) | Távozók - Onişor Nicorec (Győri ETO FC, kölcsönből vissza) - Giorgi Ganugrava (Győri ETO FC, kölcsönből vissza) - Szakály Dénes (Videoton FC, kölcsönből vissza) - Polareczki Roland (ND Lendava 1903, kölcsönbe) - Csordás Szabolcs (Csákvári TK, kölcsönbe) - Vittman Ádám (Andráshida SC, kölcsönbe) - Vörös Ákos (Nagyatádi FC, kölcsönbe) - Milan Bogunović (?) - Mladen Brkić (?) - Gaál Bálint (Soproni VSE) - Barna Zsolt (Szigetszentmiklósi TK) - Hidvégi Sándor (MTK) - Prince Rajcomar (Fortuna Sittard) - Leon Panikvar (PMFC) - Kovács Gábor (Balatonfüredi FC) - Manu Hervás (Valdres FK) - Balázs Zsolt (Kecskeméti TE) |

## Mérkőzések

### Ness Hungary NB II – Nyugati-csoport 2012–13
| Színmagyarázat | Színmagyarázat |
| -------------- | -------------- |
|                | Győzelem       |
|                | Döntetlen      |
|                | Vereség        |

| 2012. augusztus 19. 17:30 |

| Győri ETO II                                                        | 2 – 2               | Zalaegerszeg                                                                         |
| ------------------------------------------------------------------- | ------------------- | ------------------------------------------------------------------------------------ |
| Dudás 48' 28' Ahjupera 59' Kozma 13' Paget 44' Köles 45' Németh 79' | (0 – 0) Jegyzőkönyv | 75' Balázs 73' 87' Pavićević 38' Horváth L. 71' Simonfalvi 83' Budovinszky 83′ Hajdú |

| ETO Park, Győr Nézőszám: 300 Játékvezető: Pintér Csaba (magyar) |

| 2012. augusztus 24. 15:00 |

| Zalaegerszeg                                                  | 2 – 2               | Gyirmót                                          |
| ------------------------------------------------------------- | ------------------- | ------------------------------------------------ |
| Pavićević 36' 48' Babati 59' Szalai 29' Juhász 32' Kovács 48′ | (1 – 0) Jegyzőkönyv | 53' Tóth 48' 63' Magasföldi 50' Regedei 88' Erős |

| ZTE Aréna, Zalaegerszeg Nézőszám: 2500 Játékvezető: Bognár Tamás (magyar) |

| 2012. szeptember 1. 16:30 |

| Ajka                                                       | 2 – 0               | Zalaegerszeg                                               |
| ---------------------------------------------------------- | ------------------- | ---------------------------------------------------------- |
| Subicz 10' Sowunmi 78' Mihalecz 39' Czanik 48' Gunther 54' | (1 – 0) Jegyzőkönyv | 13' Pavićević 19' Juhász 33' Frizoni 54' Máté 93′ Kocsárdi |

| FC Ajka Sporttelep, Ajka Nézőszám: 300 Játékvezető: Berger József (magyar) |

| 2012. szeptember 8. 18:00 |

| Zalaegerszeg                                                                                          | 2 – 1               | Szigetszentmiklós                                                                                |
| --- | ------------------- | ------------------------------------------------------------------------------------------------ |
| Simonfalvi 14' Szalai 87' (11-esből) Szalai 30' Babati 75' Grbić 78' Hajdú 81' Máté 91' Pavićević 85′ | (1 – 0) Jegyzőkönyv | 58' Márkus 9' Bastovanov 21' Bali 26' Lucas 44′, 51′ Szamosszegi 77' Szamosi 84' Dénes 89' Urbán |

| ZTE Aréna, Zalaegerszeg Nézőszám: 2032 Játékvezető: Radványi Ádám (magyar) |

| 2012. szeptember 15. 16:00 |

| Tatabánya                                  | 3 – 1               | Zalaegerszeg                          |
| ------------------------------------------ | ------------------- | ------------------------------------- |
| Covic 3' 58' Huszák 9' Oláh 12' Almási 50' | (2 – 0) Jegyzőkönyv | 49' Mavolo 33' Krajczár 84' Jasarević |

| Grosics Gyula Stadion, Tatabánya Játékvezető: Vad II István (magyar) |

| 2012. szeptember 21. 16:00 |

| Veszprém                                              | 1 – 0               | Zalaegerszeg |
| ----------------------------------------------------- | ------------------- | ------------ |
| Honma 8' Bošnjak 55' Molnár 57' Eugène 70' Makrai 83' | (1 – 0) Jegyzőkönyv | 36' Grbić    |

| Veszprém Egyetemi Stadion és Sporttelep, Veszprém Nézőszám: 120 Játékvezető: Németh Ádám (magyar) |

| 2012. szeptember 30. 16:00 |

| Zalaegerszeg                       | 2 – 0               | Kaposvári Rákóczi FC II                    |
| ---------------------------------- | ------------------- | ------------------------------------------ |
| Pavićević 23' Tóth 54' Frizoni 72' | (1 – 0) Jegyzőkönyv | 23' Zámbó 62' Iyane 66' Horváth 75' Diallo |

| ZTE Aréna, Zalaegerszeg Játékvezető: Mészáros István (magyar) |

| 2012. október 7. 15:00 |

| BKV Előre                     | 1 – 3               | Zalaegerszeg                             |
| ----------------------------- | ------------------- | ---------------------------------------- |
| Kiss 39' Fürjes 27' Mayer 45' | (1 – 2) Jegyzőkönyv | 20' 45' Budovinszky 30' Szalai 46' Grbić |

| BKV Előre SC Sporttelep, Budapest Játékvezető: Kovács Gábor (magyar) |

| 2012. október 13. 15:00 |

| Zalaegerszeg                         | 0 – 3               | Puskás Akadémia                                                          |
| ------------------------------------ | ------------------- | ------------------------------------------------------------------------ |
| Simonfalvi 16' Frizoni 73' Hajdú 74' | (0 – 1) Jegyzőkönyv | 30' Zsolnai 47' 51' Baracskai 50' Margitics 55' Czirjék 72' Kleinheisler |

| ZTE Aréna, Zalaegerszeg Játékvezető: Böcskei Balázs (magyar) |

| 2012. október 19. 15:00 |

| Sopron                 | 0 – 3               | Zalaegerszeg                                                          |
| ---------------------- | ------------------- | --------------------------------------------------------------------- |
| Fazakas 47' Pintér 57' | (0 – 0) Jegyzőkönyv | 70' Pavićević 83' Hajdú 88' Grbić 32' Máté 64′, 79′ Kovács 85' Nánási |

| FC Sopron Stadion, Sopron Játékvezető: Bognár Tamás (magyar) |

| 2012. október 27. 17:00 |

| Zalaegerszeg                                            | 3 – 0               | Baja                             |
| ------------------------------------------------------- | ------------------- | -------------------------------- |
| Frizoni 39' 64' Pavićević 69' 78' Juhász 51' Kocsis 75' | (0 – 0) Jegyzőkönyv | 39' Szénási 52' Hajnal 54' Illés |

| ZTE Aréna, Zalaegerszeg Játékvezető: Barna Gábor (magyar) |

| 2012. november 3. 13:30 |

| Csákvár                    | 2 – 0               | Zalaegerszeg                               |
| -------------------------- | ------------------- | ------------------------------------------ |
| Folmer 10' Csordás 55' 57' | (1 – 0) Jegyzőkönyv | 33' Pavićević 34' Máté 61' Juhász 70' Tóth |

| Csákvári TK Sporttelep, Csákvár Játékvezető: Solymosi Péter (magyar) |

| 2012. november 11. 17:00 |

| Zalaegerszeg                                           | 1 – 0               | Kozármisleny                           |
| ------------------------------------------------------ | ------------------- | -------------------------------------- |
| Kocsárdi 10' Nánási 18' Frizoni 61' Hajdú 63' Máté 66' | (1 – 0) Jegyzőkönyv | 4' Városi 46' Boda 51′ Kiss 78' Zsdrál |

| ZTE Aréna, Zalaegerszeg Játékvezető: Németh Ádám (magyar) |

| 2012. november 17. 15:00 |

| Haladás II                                                       | 2 – 2               | Zalaegerszeg                                      |
| ---------------------------------------------------------------- | ------------------- | ------------------------------------------------- |
| Jagodics 28' Czafit 45' 64' Zsirai 10' Gyurján 72' Devecseri 80′ | (1 – 1) Jegyzőkönyv | 45' 64' Kovács 49' 53' Grbić 55' Juhász 73' Hajdú |

| Rohonci úti stadion, Szombathely Nézőszám: 1600 Játékvezető: Szőts Gergely (magyar) |

| 2012. november 24. 13:00 |

| Zalaegerszeg                         | 2 – 0               | MVM Paks II                                         |
| ------------------------------------ | ------------------- | --------------------------------------------------- |
| Frizoni 24' Pavićević 81' Nánási 55' | (1 – 0) Jegyzőkönyv | 45' Czinger 62' Cziráki 64' Féhr 71' Laták 77' Feil |

| ZTE Aréna, Zalaegerszeg Játékvezető: Pintér Csaba (magyar) |

| 2013. március 3. 14:30 |

| Zalaegerszeg                                | 1 – 0               | Győri ETO II |
| ------------------------------------------- | ------------------- | ------------ |
| Seye 46' Sluka 62' Frizoni 85' Szegleti 90' | (0 – 0) Jegyzőkönyv | 49' Paget    |

| ZTE Aréna, Zalaegerszeg Játékvezető: Botló Béla (magyar) |

| 2013. március 10. 17:00 |

| Gyirmót                                                       | 2 – 1               | Zalaegerszeg                                                     |
| ------------------------------------------------------------- | ------------------- | ---------------------------------------------------------------- |
| Oross 45' 46' Gévay 36' Cseri 61' Tölgyesi 74' Magasföldi 88' | (1 – 1) Jegyzőkönyv | 31' 40' Grbić 40' Sluka 40′, 77′ Kovács 82' Tsishkevich 87′ Máté |

| Ménfői úti stadion, Győr Nézőszám: 120 Játékvezető: Vad II István (magyar) |

| 2013. március 23. 15:00 |

| Szigetszentmiklós                                         | 3 – 2               | Zalaegerszeg                   |
| --------------------------------------------------------- | ------------------- | ------------------------------ |
| Besztercei 8' 46' Cziráki 34' Guillaume 70' 88' Barna 67' | (2 – 2) Jegyzőkönyv | 4' Frizoni 28' Grbić 80' Hajdú |

| Szigetszentmiklósi TK Sporttelep, Szigetszentmiklós Játékvezető: Solymosi Péter (magyar) |

| 2013. április 6. 16:00 |

| Zalaegerszeg                                                                   | 3 – 2               | Veszprém                                               |
| ------------------------------------------------------------------------------ | ------------------- | ------------------------------------------------------ |
| Pavićević 11' 25' Kocsárdi 29' (11-esből) Grbić 45' Budovinszky 47' Nánási 53' | (3 – 1) Jegyzőkönyv | 45' (11-esből) Thiago 57' Szabó 23' Molnár 29' Császár |

| ZTE Aréna, Zalaegerszeg Nézőszám: 500 Játékvezető: Karakó Ferenc (magyar) |

| 2013. április 10. 16:30 |

| Zalaegerszeg                                                 | 3 – 0               | Ajka                   |
| ------------------------------------------------------------ | ------------------- | ---------------------- |
| Nánási 43' Pavićević 59' 84' 89' Simonfalvi 54' Szegleti 76' | (1 – 0) Jegyzőkönyv | 47' Gunther 72' Czanik |

| ZTE Aréna, Zalaegerszeg Játékvezető: Szabó Zsolt (magyar) |

| 2013. április 13. 16:30 |

| Kaposvári Rákóczi FC II | 0 – 1               | Zalaegerszeg                 |
| ----------------------- | ------------------- | ---------------------------- |
| Lazaros 39' Iyane 63'   | (0 – 1) Jegyzőkönyv | 5' Grbić 59' Nánási 60' Seye |

| Rákóczi Stadion, Kaposvár Nézőszám: 50 Játékvezető: Kovács Gábor (magyar) |

| 2013. április 20. 16:00 |

| Zalaegerszeg                        | 1 – 0               | BKV Előre |
| ----------------------------------- | ------------------- | --------- |
| Seye 24' Pavićević 61' Kocsárdi 79' | (1 – 0) Jegyzőkönyv | 60' Tóth  |

| ZTE Aréna, Zalaegerszeg Játékvezető: Mészáros István (magyar) |

| 2013. április 24. 17:00 |

| Zalaegerszeg                               | 0 – 1               | Tatabánya                                      |
| ------------------------------------------ | ------------------- | ---------------------------------------------- |
| Máté 43' Nagy 45' Seye 53' Budovinszky 77' | (0 – 0) Jegyzőkönyv | 56' 78' Weitner Törtei 24' Almási 68' Móri 90' |

| ZTE Aréna, Zalaegerszeg Játékvezető: Böcskei Balázs (magyar) |

| 2013. április 27. 17:00 |

| Puskás Akadémia                     | 1 – 1               | Zalaegerszeg                           |
| ----------------------------------- | ------------------- | -------------------------------------- |
| Szakály 72' Vaszicsku 50' Luque 88' | (0 – 1) Jegyzőkönyv | 30' 70' Pavićević 41' Nánási 90' Sluka |

| Felcsút, Puskás Ferenc Labdarúgó Akadémia Sporttelep Játékvezető: Farkas Ádám (magyar) |

| 2013. május 1. 17:30 |

| MVM Paks II | 1 – 4               | Zalaegerszeg                                          |
| ----------- | ------------------- | ----------------------------------------------------- |
| Pap 3'      | (1 – 1) Jegyzőkönyv | 10' Pavićević 72' Máté 77' Simonfalvi 90' 70' Frizoni |

| Paks, Paksi Stadion Játékvezető: Nagy Róbert (magyar) |

| 2013. május 4. 17:00 |

| Zalaegerszeg                                                 | 3 – 2               | Sopron                                         |
| ------------------------------------------------------------ | ------------------- | ---------------------------------------------- |
| Grbić 12' 73' Seye 29' Kocsárdi 31' Budovinszky 41' Máté 63' | (2 – 0) Jegyzőkönyv | 69' Fazekas 90' Balla 25' Horváth 56' Baranyai |

| ZTE Aréna, Zalaegerszeg Játékvezető: Pintér Csaba (magyar) |

| 2013. május 11. 17:30 |

| Baja                                          | 2 – 1               | Zalaegerszeg                                                      |
| --------------------------------------------- | ------------------- | ----------------------------------------------------------------- |
| Szénási 22' Szöllősi 52' Hajnal 60' Szabó 70' | (1 – 0) Jegyzőkönyv | 81' Pavićević 42' Simonfalvi 50' Hajdú 66' Bogunović 73' Kocsárdi |

| Vasvári Pál utcai sporttelep, Baja Játékvezető: Barna Gábor (magyar) |

| 2013. május 18. 17:00 |

| Zalaegerszeg                             | 4 – 0               | Csákvár     |
| ---------------------------------------- | ------------------- | ----------- |
| Seye 31' 43' Grbić 37' 41' Pavićević 90' | (3 – 0) Jegyzőkönyv | 36' Domokos |

| ZTE Aréna, Zalaegerszeg Nézőszám: 1456 Játékvezető: Veizer Roland (magyar) |

| 2013. május 25. 18:00 |

| Kozármisleny                      | 1 – 1               | Zalaegerszeg                                     |
| --------------------------------- | ------------------- | ------------------------------------------------ |
| Zsdrál 76' Frőhlich 8' Kovács 68' | (0 – 1) Jegyzőkönyv | 29' Pavićević 30' Simonfalvi 63' Penksa 55′ Seye |

| Kozármisleny SE Sporttelep, Kozármisleny Nézőszám: 400 Játékvezető: Lovas László (magyar) |

| 2013. június 1. 19:30 |

| Zalaegerszeg | 1 – 1               | Haladás II |
| ------------ | ------------------- | ---------- |
| 50' Nánási   | (0 – 1) Jegyzőkönyv | Kulcsár 5' |

| ZTE Aréna, Zalaegerszeg Nézőszám: 1500 Játékvezető: Farkas Tibor (magyar) |

#### A bajnokság végeredménye
| #   | Csapat                      | M  | GY | D | V  | G+ – G– | GK  | P  | Megjegyzések |
| --- | --------------------------- | -- | -- | - | -- | ------- | --- | -- | ------------ |
| 1.  | Puskás Akadémia FC (F)      | 30 | 21 | 7 | 2  | 57–18   | +39 | 70 | NB I         |
| 2.  | Kozármisleny SE             | 30 | 18 | 6 | 6  | 55–28   | +27 | 60 |              |
| 3.  | Gyirmót FC Győr             | 30 | 17 | 5 | 8  | 57–39   | +18 | 56 |              |
| 4.  | Zalaegerszegi TE            | 30 | 15 | 6 | 9  | 50–35   | +15 | 51 |              |
| 5.  | FC Ajka                     | 30 | 14 | 9 | 7  | 36–27   | +9  | 51 |              |
| 6.  | Duna FC Tatabánya           | 30 | 14 | 8 | 8  | 46–32   | +14 | 50 | Osztályozó   |
| 7.  | Szigetszentmiklósi TK       | 30 | 14 | 4 | 12 | 50–43   | +7  | 46 | Osztályozó   |
| 8.  | Soproni VSE                 | 30 | 13 | 7 | 10 | 45–39   | +6  | 46 | Osztályozó   |
| 9.  | Csákvári TK (K)             | 30 | 13 | 5 | 12 | 41–40   | +1  | 44 | NB III       |
| 10. | Szombathelyi Haladás II (K) | 30 | 11 | 9 | 10 | 41–43   | −2  | 42 | NB III       |
| 11. | Veszprém FC (K)             | 30 | 9  | 9 | 12 | 51–51   | 0   | 36 | NB III       |
| 12. | BKV Előre SC (K)            | 30 | 9  | 6 | 15 | 36–54   | −18 | 33 | NB III       |
| 13. | Kaposvári Rákóczi II (K)    | 30 | 6  | 8 | 16 | 29–50   | −21 | 26 | NB III       |
| 14. | Győri ETO FC II (K)         | 30 | 6  | 7 | 17 | 40–51   | −11 | 25 | NB III       |
| 15. | Bajai LSE (K)               | 30 | 5  | 2 | 23 | 29–75   | −46 | 17 | NB III       |
| 16. | Paks II (K)                 | 30 | 4  | 4 | 22 | 21–59   | −38 | 16 | NB III       |

Utolsó frissítés: 2013. június 1. 
Forrás: MLSZ adatbank 
A rangsorolás alapszabályai: 1. összpontszám, 2. győzelmek száma, 3. gólkülönbség, 4. szerzett gólok száma, 5. egymás elleni eredmények összpontszáma,  6. egymás elleni eredmények gólkülönbsége, 7. egymás elleni eredmények szerzett góljainak száma, 8. egymás elleni eredmények idegenben szerzett góljainak száma.
(B): Bajnokcsapat, (K): Kieső csapat, (F): Feljutó csapat, (I): Kupainduló, (R): A rájátszás győztese, (KGY): Kupagyőztes

### Magyar kupa
2. forduló
| 2012. szeptember 26. 15:30 |

| Petőházi SE (Megye I)                                              | 1 – 12              | Zalaegerszeg |
| ------------------------------------------------------------------ | ------------------- | --- |
| Szalai 79' (11-esből) Horváth 18' Hadarics 45' Varga 45′ Szabó 58' | (0 – 5) Jegyzőkönyv | 5' Máté 25' Frizoni 41' 56' 86' Pavićević 42' 90' Pál 45' Szalai 51' 68' 70' Tóth 58' (öngól) Horváth 78′ Jahič |

| Petőháza Játékvezető: Fenyvesi Szabolcs (magyar) |

Továbbjutott a Zalaegerszeg, 12–1-es összesítéssel.
3. forduló
| 2012. október 31. 12:30 |

| Bükkábrányi SC (NB III) | 0 – 4               | Zalaegerszeg                                             |
| ----------------------- | ------------------- | -------------------------------------------------------- |
| Czető 81'               | (0 – 2) Jegyzőkönyv | 21' Máté 27' Jasarevic 49' Kocsárdi 78' Tóth 59' Frizoni |

| Bükkábrány Játékvezető: Varga László (magyar) |

Továbbjutott a Zalaegerszeg, 4–0-s összesítéssel.
Nyolcaddöntő
| 2013. február 2. 16:00 |

| Videoton                         | 4 – 0               | Zalaegerszeg |
| -------------------------------- | ------------------- | ------------ |
| Oliveira 2' 65' Nikolics 30' 35' | (3 – 0) Jegyzőkönyv |              |

| Sóstói Stadion, Székesfehérvár Nézőszám: 2000 Játékvezető: Andó-Szabó Sándor (magyar) |

| 2013. február 9. 15:00 |

| Zalaegerszeg                                                                               | 3 – 6               | Videoton |
| ------------------------------------------------------------------------------------------ | ------------------- | --- |
| Nánási 18' Pavićević 45' (11-esből) Grbić 30' 62' Kovács 37' Máté 66' Hajdú 67' Babati 73' | (2 – 3) Jegyzőkönyv | 5' 21' Nikolić 8' 54' Vinícius 72' Kovács 67' 81' Oliveira 86' Nikolics 45′ Szekeres 46' Paraiba 67' Caneira |

| ZTE Aréna, Zalaegerszeg Nézőszám: 1200 Játékvezető: Kassai Viktor (magyar) |

Továbbjutott a Videoton, 10–3-as összesítéssel.

### Ligakupa

#### Csoportkör (C csoport)
| 1. forduló 2012. szeptember 5. 17:00 |

| Lombard Pápa                                    | 2 – 1               | Zalaegerszegi TE    |
| ----------------------------------------------- | ------------------- | ------------------- |
| Simon 9' Szabó 18' Németh 15' Tóth 40' Nagy 52' | (2 – 1) Jegyzőkönyv | Máté 3' Horváth 13' |

| Perutz Stadion, Pápa Nézőszám: 250 Játékvezető: Farkas Tibor (magyar) |

| 2. forduló 2012. szeptember 12. 18:00 |

| Zalaegerszegi TE                   | 2 – 1               | Kaposvári Rákóczi                                        |
| ---------------------------------- | ------------------- | -------------------------------------------------------- |
| Tóth 28' 29' Babati 69' Juhász 87' | (2 – 0) Jegyzőkönyv | Diallo 64' Zmukić 47' Horváth 49' Bőle 75' Vručina 90+2' |

| ZTE Aréna, Zalaegerszeg Nézőszám: 500 Játékvezető: Kovács J. Zoltán (magyar) |

| 3. forduló 2012. október 10. 17:00 |

| Zalaegerszegi TE                  | 0 – 2               | Videoton                                  |
| --------------------------------- | ------------------- | ----------------------------------------- |
| Horváth 57' Juhász 67' Nánási 90′ | (0 – 1) Jegyzőkönyv | Tar 33' Vachtler 81' Nagy 82′ Barcsay 90' |

| ZTE Aréna, Zalaegerszeg Nézőszám: 350 Játékvezető: Szőts Gergely (magyar) |

| 4. forduló 2012. október 16. 14:00 |

| Videoton                         | 2 – 0               | Zalaegerszegi TE                            |
| -------------------------------- | ------------------- | ------------------------------------------- |
| Haraszti 34' 70' 80' Kiprich 58' | (1 – 0) Jegyzőkönyv | Horváth 19' Mavolo 33' Juhász 45' Grbić 68' |

| Felcsúti Sportkomplexum, Felcsút Nézőszám: 100 Játékvezető: Farkas Tibor (magyar) |

| 5. forduló 2012. november 13. 14:00 |

| Kaposvári Rákóczi                          | 1 – 1               | Zalaegerszegi TE                           |
| ------------------------------------------ | ------------------- | ------------------------------------------ |
| Diallo 43' Zmukić 65' Laczkó 76' Thian 89′ | (1 – 0) Jegyzőkönyv | Babati 69' Milas 26' Máté 89' Mavolo 90+2' |

| Rákóczi Stadion, Kaposvár Nézőszám: 100 Játékvezető: Gaál Gyöngyi (magyar) |

| 6. forduló 2012. december 4. 13:00 |

| Zalaegerszegi TE              | 1 – 2               | Lombard Pápa                          |
| ----------------------------- | ------------------- | ------------------------------------- |
| Bíró 59' Potyi 63' Babati 73' | (0 – 1) Jegyzőkönyv | Sekour 43' Király 54' Rodenbücher 58' |

| ZTE Aréna, Zalaegerszeg Nézőszám: 100 Játékvezető: Kovács J. Zoltán (magyar) |

#### A C csoport végeredménye
| Csapat            | M | Gy | D | V | G+ | G– | Gk | P  |
| ----------------- | - | -- | - | - | -- | -- | -- | -- |
| Videoton          | 6 | 4  | 1 | 1 | 9  | 3  | +6 | 13 |
| Lombard Pápa      | 6 | 4  | 0 | 2 | 9  | 8  | +1 | 12 |
| Kaposvári Rákóczi | 6 | 1  | 2 | 3 | 6  | 8  | –2 | 5  |
| Zalaegerszegi TE  | 6 | 1  | 1 | 4 | 5  | 10 | –5 | 4  |

### Felkészülési mérkőzések 2012 nyarán
| Mérkőzés                           | Eredmény | ZTE-s gólszerző(k)                         |
| ---------------------------------- | -------- | ------------------------------------------ |
| Hévíz SK - ZTE FC                  | 1-2      | Szalai Tamás, Máté Péter                   |
| ZTE FC - MFK Karviná               | 0-3      | -                                          |
| ZTE FC - NK Zavrč                  | 3-0      | Denis Grbić, Peter Styvar, Darko Pavićević |
| BFC Siófok - ZTE FC                | 3-2      | Juhász Dániel, Ante Milas                  |
| NK Zavrč - ZTE FC                  | 0-3      | Denis Grbić 2, Mirza Dzafić                |
| Dombóvár FC - ZTE FC               | 2-1      | Kocsárdi Gergely                           |
| TSV Hartberg - ZTE FC              | 1-2      | Babati Benjamin, Hajdú Norbert             |
| ZTE FC - Nagyatádi FC              | 4-1      | Denis Grbić 2, Hajdú Norbert, Máté Péter   |
| Tarr Sprint Andráshida SC - ZTE FC | 2-2      | Ante Milas, Balázs Zsolt                   |
| Malajzia - ZTE FC                  | 0-0      | -                                          |